# Байон, Мари-Эмманюэль
Мари-Эмманюэль Байон (фр. Marie-Emmanuelle Bayon), также Мари-Эмманюэль Байон-Луи (Marie-Emmanuelle Bayon-Louis, 30 августа 1746, Марсе (департамент Орн) — 19 марта 1825, Обвуа) — французская певица, пианистка и композитор.

## Биография и творчество
Мари-Эмманюэль Байон родилась 30 или 31 августа 1746 года в коммуне Марсе (департамент Орн). О её происхождении, юных годах и образовании известно немного. В конце 1760-х годов она уже была известна в артистических кругах Парижа и посещала, в частности, знаменитый салон мадам Жанлис, где выступала в качестве пианистки.
В 1769 году были опубликованы её Шесть сонат для клавесина или фортепьяно. В этот период она также обучала игре на клавире Анжелику Дидро, дочь Дени Дидро. В 1770 году Мари-Эмманюэль вышла замуж за архитектора Виктора Луи. Вскоре после этого супруги переселились в Бордо, где Луи-Виктор проектировал и строил здание театра. В 1774 у них родилась дочь Мари-Элен-Виктуар. В 1780 году семья вернулась в Париж.
О дальнейшей жизни супружеской пары сохранилось мало сведений; возможно, в период Революции они покинули Францию. В 1800 году Луи Виктор умер в Париже; Мари-Эмманюэль умерла 19 марта 1825 года в Обвуа.
Самое известное произведение Мари-Эмманюэль Байон — комическая опера «Цветок терновника» (фр. Fleur d’Épine), премьера которой состоялась 22 августа 1776 года в Итальянском театре в Париже. Её неопубликованные произведения не сохранились; среди них были другие комические оперы, камерная музыка и дивертисмент «Праздник Святого Петра» (фр. La fête de Saint Pierre). Считается, что именно Мари-Эмманюэль Байон принадлежит заслуга популяризации фортепьяно во Франции.

## Комментарии
1. ↑  В разных источниках приводятся разные даты рождения и смерти[1][2].